# Graw
Graw (symbol gv) – historyczna jednostka masy definiowana jako masa międzynarodowego wzorca (walca o wysokości i średnicy podstawy 39 mm wykonanego ze stopu platyny z irydem) przechowywanego w Międzynarodowym Biurze Miar w Sèvres koło Paryża. Krótko, od 1792 do 1799 roku nazwa "graw" (od "grawitacja") była oficjalnie stosowana dla podstawowej jednostki masy. 
Oryginalnie za wzorzec był przyjmowany jeden litr wody o temperaturze czterech stopni Celsjusza przy ciśnieniu normalnym. Później z powodu podobieństwa w wymowie słowa "graw" do niemieckiego tytułu szlacheckiego "Graf" ("hrabia") i związanych z tym egalitarystycznych (od "égalité" - równość, jedno z haseł) obiekcji władz rewolucji francuskiej, została wprowadzona nazwa "kilogram". Wzorzec kilograma został usankcjonowany uchwałą I Generalnej Konferencji Miar 1889. Wskutek tej historycznej zaszłości obecnie istnieje jednostka podstawowa zawierająca przedrostek. Jeden graw jest równy 1 kg.